# Іван Сірко (срібна монета)
«Іва́н Сірко́» — срібна пам'ятна монета номіналом 10 гривень, випущена Національним банком України. Монету введено в обіг 26 лютого 2002 року. Вона належить до серії «Герої козацької доби».
Присвячена Івану Сірку — видатному козацькому воєначальнику та активному учаснику визвольної війни 1648—1654 рр., славетному кошовому отаману Запорізької Січі, який здійснював успішні походи на Кримське ханство і причорноморські турецькі фортеці. Завдяки природному розуму і непересічному таланту Іван Сірко став одним із найвидатніших державних діячів і дипломатів того часу.

## Опис монети та характеристики
| Номінал грн. | Метал            | Маса, г      | Діаметр, мм | Якість виготовлення | Гурт     | Тираж, штук |
| ------------ | ---------------- | ------------ | ----------- | ------------------- | -------- | ----------- |
| 10           | срібло 925 проби | 31,1 / 33,62 | 38,6        | пруф                | рифлений | 3 000       |

### Аверс
На аверсі монети зображена одна для всієї серії композиція, що відображає національну ідею Соборності України: з обох боків малого Державного герба України розміщені фігури архістратига Михаїла і коронованого лева — герби міст Києва та Львова. Навколо зображення розміщені стилізовані написи, розділені бароковим орнаментом: «УКРАЇНА», «10 ГРИВЕНЬ», «2002», позначення та проба металу — Ag 925 і його вага у чистоті — 31,1.

### Реверс
На реверсі монети в обрамленні намистин зображено батальну сцену: козацькі вершники під проводом І. Сірка (праворуч) переслідують ворога, який зображений на тлі півмісяця. Між зовнішнім кантом монети і намистовим півколом праворуч розміщено стилізований напис «ІВАН СІРКО», унизу — дата смерті «1680».

## Автори
- Художник — Івахненко Олександр.
- Скульптори: Новаковськи Анджей, Атаманчук Володимир.

## Вартість монети
Ціна монети — 575 гривень була вказана на сайті Національного банку України в 2012 році.
Фактична приблизна вартість монети, з роками змінювалася так:
| Рік        | 2010  | 2011  | 2012  | 2013  | 2014  | 2015  | 2016  | 2017  | 2018  | 2019  | 2020  | 2021  | 2022  | 2023  | 2024   | 2025  |
| ---------- | ----- | ----- | ----- | ----- | ----- | ----- | ----- | ----- | ----- | ----- | ----- | ----- | ----- | ----- | ------ | ----- |
| Ціна, грн. | 2 000 | 2 000 | 2 000 | 2 000 | 1 620 | 2 500 | 2 500 | 2 850 | 2 650 | 2 700 | 2 600 | 2 600 | 3 200 | 5 900 | 10 000 | 9 900 |